# کریستین گاسو
کریستین گاسو (انگلیسی: Cristian Gațu؛ زادهٔ ۲۰ august ۱۹۴۵ (۷۹ سال)) ورزشکار هندبال اهل رومانی است.
وی در مسابقات کشوری و بین‌المللی در مجموع برندهٔ ۲ مدال طلا، ۱ مدال نقره، ۲ مدال برنز شده‌است.